# Abu-Saïd ibn Abi-l-Khayr
Abu-Saïd Fadl-Al·lah ibn Abi-l-Khayr, més conegut com a Abu-Saïd ibn Abi-l-Khayr (Mehana o Mehna o Mayhana (Khurasan), 7 de desembre de 967- 12 de gener del 1049) fou un místic persa. Destaca per usar metàfores amoroses per parlar de la relació divina i per la seva correspondència amb Avicenna.
La seva descendència (uns 115) foren exterminats quan els ghuzz (oghuz) van assolar el Khurasan el 1153. Mehana va quedar deserta.